# Soul Asylum
I Soul Asylum sono un gruppo musicale alternative rock statunitense, formatosi a Minneapolis (Minnesota) nel 1983.

## Storia

### Gli esordi
Nel 1981 in un garage di Minneapolis tre adolescenti fondarono i "Loud Fast Rules". Karl Mueller era al basso, Dan Murphy alla chitarra e Dave Pirner alla batteria. Pat Morley sostituirà quest'ultimo nel 1983. Dave Pirner divenne allora il cantante, con una chitarra solista. Il gruppo cambia il nome in Soul Asylum. Nel 1984 firmando per un'etichetta indipendente locale, la Twin/Tone, pubblicheranno il proprio debutto, Say What You Will, Clarence... Everything Can Happen, prodotto da Bob Mould, cantante degli Hüsker Dü, un altro gruppo locale. Questa registrazione, disponibile in origine in vinile e in audiocassette, verrà rimasterizzata in CD nel 1988 con un titolo diverso (Say What You Will, Clarence...Karl Sold the Truck) con cinque pezzi in più. Grant Young sostituirà Pat Morley alla batteria nel 1984, e fino al 1986, i Soul Asylum pubblicheranno altri tre album: Made to Be Broken, Time's Incinerator (un album disponibile solo in audiocassetta) e While You Were Out.

### Il successo commerciale
Nel 1988, i Soul Asylum fecero entrata nel mondo delle majors sottoscrivendo un contratto con la A&M Records. Solo il quarto album venne pubblicato per ultimo alla Twin/Tone, Clam Dip & Other Delights (1989). l titolo è una parodia dell'album Whipped Cream & Other Delights, del cofondatore della A&M Records, Herb Alpert. Due album usciranno presso tale etichetta: Hang Time e And the Horse They Rode in On. La band avviò un tour acustico nel 1990, nel Midwest, per ottenere un nuovo contratto discografico con la Columbia Records.
Nei primi mesi del 1992, il gruppo registra Grave Dancers Union, che verrà pubblicato il 6 ottobre del medesimo anno, anche se il vero successo del gruppo lo si vedrà con l'uscita del singolo Runaway Train, il cui videoclip attira particolarmente l'attenzione, per la moltitudine di foto di bambini scomparsi e di adolescenti in fuga. La canzone vinse nel 1994 un Grammy di miglior canzone dell'anno. L'album rimase 76 settimane tra i venti album più ascoltati nella classifica di Billboard e ricevette il doppio platino nel 1993 negli USA (2 milioni di copie vendute). I singoli estratti dal disco sono in ordine: "Somebody to Shove" (1992), "Black Gold" (1993), "Runaway Train" (1993) e "Without a Trace" (1993).
Nel 1995, i Soul Asylum cambiarono batterista: Sterling Campbell sostituì Grant Young. In realtà, Campbell aveva suonato in diverse canzoni durante la registrazione di Grave Dancers Union, tra cui "Runaway Train", nondimeno Let Your Dim Light Shine, prodotto da Butch Vig, è il primo album in cui egli appare come un membro ufficiale del gruppo. Il nuovo disco esce il 6 giugno 1995. Lanciato dal singolo, "Misery", che raggiunse la top 20 delle classifiche, l'album non incontrò il successo previsto, perché non fu paragonabile a Grave Dancers Union. Le critiche non furono lusinghiere, ma i membri dei Soul Asylum dissero che Let Your Dim Light Shine era un album apprezzabile e coerente con la loro discografia. Sembra che questo sia dovuto al fatto che anche la Columbia Records abbia interferito nel processo creativo che ha portato alla sua produzione.
Il 28 giugno 1997, il gruppo tiene a Grand Forks, Dakota del Nord un concerto a favore delle vittime delle inondazioni del Red River. Questo spettacolo benefico verrà pubblicato nell'album After the Flood: Live from the Grand Forks Prom, June 28, 1997, con 18 tracce, che verranno immesse sul mercato sette anni più tardi, nel 2004. I Soul Asylum lanciano il loro nono album di studio nel 1998. Il ciclo continua, mentre Ian Mussington si unisce al gruppo. Candy from a Stranger, il terzo e ultimo disco per la Columbia Records viene pubblicato nel mese di maggio.

### La morte di Karl Mueller
Nel maggio del 2004, al bassista Karl Mueller venne diagnosticato un cancro all'esofago. La band organizzò un concerto in sua beneficenza nell'ottobre 2004 al club "The Quest" a Minneapolis, spettacolo al quale partecipò l'ex-membro dei Replacements Paul Westerberg e due membri degli Hüsker Dü, riuniti per la prima volta a sedici anni dalla loro separazione, Bob Mould e Grant Hart. Con il concerto si raccolsero 50 000 dollari. Karl continuò a suonare con il gruppo, e ritornò in studio con i Soul Asylum, per iniziare a lavorare sul nuovo materiale. Purtroppo, Karl Mueller, ormai già aggravato, morirà il 17 giugno 2005, all'età di 41 anni. L'album The Silver Lining è dedicato a lui.

### Il ritorno sulle scene
I Soul Asylum fecero riapparizione nel 2006, pubblicando un album di studio dopo otto anni di pausa. The Silver Lining uscì l'11 giugno presso l'etichetta indipendente Legacy. Ancora una volta, un nuovo batterista entra a far parte della band: Michael Bland, già turnista di Prince. Karl Mueller incise alcuni dei pezzi dell'album The Silver Lining prima della sua scomparsa, mentre il resto del disco è suonato da Tommy Stinson,amico d'infanzia di Dave Pirner nonché bassista e membro fondatore dei Replacements,che entra a far parte della band nel medesimo anno della morte di Mueller.

## Formazione

### Formazione attuale
- David Pirner – voce, chitarra (1983-presente)
- Ryan Smith – chitarra ritmica (2016-presente)
- Michael Bland – batteria (2001-presente)
- Jeremy Tappero – basso (2020-presente)

### Ex componenti
• Wyston Roye - basso (2012-2020)
- Justin Sharbono – chitarra (2012-2016)
- Dan Murphy – chitarra (1983-2012)
- Karl Mueller – basso (1983–2005)
- Tommy Stinson – basso (2005-2012)
- Pat Morley – batteria (1983–1984)
- Grant Young – batteria (1984–1995)
- Sterling Campbell – batteria (1995–1998)
- Ian Mussington – batteria (1998–2001)
- Joey Huffman – tastiere (1993–1997, 2003–2006)

## Discografia

### Album in studio
- 1984 – Say What You Will, Clarence...Karl Sold the Truck
- 1986 – Made to Be Broken
- 1986 – While You Were Out
- 1988 – Hang Time
- 1990 – And the Horse They Rode in On
- 1992 – Grave Dancers Union
- 1995 – Let Your Dim Light Shine
- 1998 – Candy from a Stranger
- 2006 – The Silver Lining
- 2012 – Delayed Reaction
- 2016 – Change of Fortune
- 2020 – Hurry Up and Wait
- 2024 - Slowly but Shirley

### Raccolte
- 1986 – Time's Incinerator
- 2000 – Black Gold: The Best of Soul Asylum
- 2006 – Closer to the Stars: Best of the Twin/Tone Years
- 2007 – Welcome To The Minority - The A&M Years 1988-1991

### Album dal vivo
- 2004 – After the Flood: Live from the Grand Forks Prom, June 28, 1997

### EP
- 1989 – Clam Dip & Other Delights

### Singoli
| Anno | Titolo                   | Posizione in classifica | Posizione in classifica | Posizione in classifica | Posizione in classifica | Album                                         |
| Anno | Titolo                   | US Hot 100              | US Modern Rock          | US Mainstream Rock      | UK Singles Chart        | Album                                         |
| ---- | ------------------------ | ----------------------- | ----------------------- | ----------------------- | ----------------------- | --------------------------------------------- |
| 1990 | Spinnin'                 | —                       | 15                      | 24                      | —                       | And the Horse They Rode in On                 |
| 1990 | Easy Street              | —                       | 26                      | —                       | —                       | And the Horse They Rode in On                 |
| 1992 | Somebody to Shove        | —                       | 1                       | 9                       | 32                      | Grave Dancers Union                           |
| 1993 | Black Gold               | —                       | 6                       | 4                       | 26                      | Grave Dancers Union                           |
| 1993 | Runaway Train            | 5                       | 13                      | 3                       | 7                       | Grave Dancers Union                           |
| 1993 | Sexual Healing           | —                       | 10                      | —                       | —                       | No Alternative                                |
| 1993 | Without a Trace          | —                       | 27                      | 6                       | —                       | Grave Dancers Union                           |
| 1993 | Summer Of Drugs          | —                       | 20                      | —                       | —                       | Sweet Relief: A Benefit For Victoria Williams |
| 1994 | Can't Even Tell          | —                       | 16                      | 24                      | —                       | Clerks                                        |
| 1995 | Just Like Anyone         | —                       | 19                      | 11                      | —                       | Let Your Dim Light Shine                      |
| 1995 | Misery                   | 20                      | 1                       | 2                       | 30                      | Let Your Dim Light Shine                      |
| 1996 | Promises Broken          | 63                      | —                       | 29                      | —                       | Let Your Dim Light Shine                      |
| 1998 | I Will Still Be Laughing | —                       | 24                      | 23                      | —                       | Candy From a Stranger                         |

### Colonne sonore
- 1993 – The Break (Mia moglie è una pazza assassina?)
- 1994 – Can't Even Tell (Clerks - Commessi)
- 1996 – Miss This (Twister)
- 1997 – Losin' It (So cosa hai fatto)
- 1998 – School's Out (The Faculty)
- 1998 – I Will Still Be Laughing (BASEketball)
- 2006 – Misery (Clerks II)

### Apparizioni in diverse compilation
- 1993 – Summer of Drugs (Sweet Relief: A Benefit for Victoria Williams)
- 1993 – Sexual Healing (No Alternative)
- 1996 – Motel Notell (Honor: A Benefit for the Honor the Earth Campaign)
- 2004 – Runaway Train (The Buzz)

## Videoclip
| Clam Dip & Other Delights | Hang Time          | And the Horse They Rode in On | Grave Dancers Union | Sweet Relief: A Benefit for Victoria Williams | Clerks Soundtrack | Let Your Dim Light Shine | Candy From a Stranger    |
| ------------------------- | ------------------ | ----------------------------- | ------------------- | --------------------------------------------- | ----------------- | ------------------------ | ------------------------ |
| Artificial Heart          | Sometime To Return | Easy Street                   | Somebody to Shove   | Summer of Drugs                               | Can't Even Tell   | Misery                   | I Will Still Be Laughing |
| P-9                       | Cartoon            | -                             | Black Gold          | -                                             | -                 | Promises Broken          | -                        |
| -                         | -                  | -                             | Runaway Train       | -                                             | -                 | Just Like Anyone         | -                        |
| -                         | -                  | -                             | Without a Trace     | -                                             | -                 | -                        | -                        |